# Century (banda)
Century é uma banda de rock francesa formada em 1985 em Marselha. É mais conhecida pelo single "Lover Why", que permaneceu por sete semanas em primeiro lugar na França. A banda chegou a vender mais de dez milhões de cópias em todo o mundo.
No Brasil, a canção "Lover Why" foi utilizada na trilha sonora da novela Ti Ti Ti da Rede Globo. "Gone with the Winner" entrou na trilha sonora da novela Hipertensão.

## História
Criado em 1985 por Jean-Louis Rodriguez (sob o nome de Jean-Louis Milford), tecladista-cantor de pop e rock em muitas orquestras de baile na região de Marselha, e Jean Duperron (sob o nome de John Wesley), também tecladista, Century é originalmente composta, além de seus dois fundadores, por Pierre Gauthé na guitarra, Jean-Yves Brard, no baixo e Christian Portes na bateria. Esta banda gravou seus dois primeiros single, Lover Why e Jane, o primeiro dos quais seria seu maior sucesso no outono de 1985 (7 semanas em primeiro lugar no Top 50). Ainda está presente em muitas compilações da década de 1980.
Quando John Wesley deixou o Century na primavera de 1986, Jean-Do Sallaberry juntou-se à banda como guitarrista. Eric Traissard e Laurent Cokelaere substituíram Pierre Gauthé e Jean-Yves Brard, respectivamente, pouco antes da gravação do seu primeiro álbum intitulado ...And Soul It Goes entre maio e junho de 1986. O álbum, inteiramente escrito por Jean-Louis Milford (música) e Paul Ives (letra), foi gravado na cidade de Bruxelas e mixado em Paris antes de ser lançado no Outono de 1986. Três canções deste álbum, Lover Why, Jane e Gone with the Winner, foram grandes sucessos em todo o mundo e tornaram-se grandes êxitos na América Central e do Sul, especialmente no Brasil.
Em 1987, a Century começou a escrever e gravar o seu segundo álbum Is It Red? Na primavera, o grupo inicia uma turnê europeia, começando em Portugal, onde o grupo é o número 1 das paradas. Infelizmente vítima de fraude e incompatibilidade profissional com o seu empresário, o grupo teve que interromper a sua turnê por causa das finanças de Jean-Louis Milford, único produtor do grupo. Este último não declara falência e liquida todas as dívidas profissionais em nome próprio, privando-se assim de todo o oxigênio necessário para sobrevivência do grupo. Os Estados Unidos estão interessados em assinar o grupo, mas a impossibilidade de registar mais três títulos para obter uma assinatura definitiva torna-se real e cruel. Seria preciso esperar mais um ano para terminar o disco, que se torna disco de ouro em Portugal, é editado na América do Sul, mas não sai na França por razão de política comercial.
Em 1988, Laurent Cokelaere partiu para outros horizontes profissionais e foi substituído por Fred Payonne. Christian Portes também deixou a banda e foi substituído por Jean-Jacques Grall.
Em 1989, aumentada por Frédéric Thibaut nos teclados, a banda retomou os ensaios e gravou modelos de algumas músicas novas, antes de finalmente se separar no final do verão.
Na década de 1990, Jean-Louis Milford, apoiado por Eric Traissard na guitarra, e cercado por Paul Ives e Francis Nugent Dixon nas letras, gravou dois álbuns produzidos por John Wesley em seu próprio estúdio. O primeiro, Rumors of Yesterday, foi lançado em 1992, do qual foi lançado o single So Long. Em 1996 o segundo álbum intitulado CENTURY IV foi lançado. Nos anos 2000, Jean-Louis Milford mudou a fórmula de Century, com um amigo guitarrista de longa data, possuindo seu próprio estúdio de gravação, Thomas Richard. Cercados por um baterista e baixista adicional (conhecido na Provença por ter acompanhado vários artistas e tocado em muitas orquestras de rock ou variedades), eles criaram o álbum duplo Timeless, ainda sem lançamento comercial na França. Vítima de um problema de saúde, Jean-Louis Milford encerra a carreira do grupo

## Membros

### 1985
(período Lover Why e Jane)
- Jean-Louis Milford: vocais, teclados
- John Wesley: teclados
- Pierre Gauthé: guitarra
- Jean-Yves Brad: baixo
- Christian Portes: bateria

### 1986-1987
(período ...And Soul It Goes, turnê 87, e início de Is It Red?)
- Jean-Louis Milford: vocais, teclados
- Jean-Do Sallaberry: guitarra
- Eric Traissard: guitarra
- Laurent Cokelaere: baixo
- Christian Portes: bateria
- Arnaud Dunoyer de Segonzac: teclados adicionais

### 1988-1989
(Is It Red ? período)
- Jean-Louis Milford: vocais, teclados
- Jean-Do Sallaberry: guitarra
- Eric Traissard: guitarra
- Fred Payonne: baixo
- Christian Portes: bateria
- Arnaud Dunoyer de Segonzac: teclados adicionais
- Jean-Jacques Grall: bateria (1989)
- Frédéric Thibaut: teclados adicionais (1989)

### 2006
- Jean-Louis Milford (Jean Louis Rodriguez): vocais, teclados
- Thomas Richard (Richard Father): guitarras
- Philipp Sanders (Philippe Pisani): Bateria
- Stephen Pisani (Stéphane Pisani): Baixo

## Discografia

### Álbuns
- 1986 - And Soul It Goes
- 1988 - Is It Red ?
- 1992 - Rumours of Yesterday
- 1996 - CENTURY IV
- 2006 - Timeless (Double LP)

### Singles
- 1985 - Lover Why / Rainin' In The Park
- 1986 - Jane / Help Me Help
- 1986 - Gone With The Winner / The Day The Water Dried
- 1986 - Self Destruction / Fly Me To The Ground
- 1988 - This Way to Heaven
- 1992 - So Long